# Dominique de Villepin
Dominique Marie François René Galouzeau de Villepin (Rabat, 14 novembre 1953) è un diplomatico, scrittore, avvocato e politico francese membro dell'UMP fino al 31 dicembre 2010. È stato Primo ministro della Francia dal 31 maggio 2005 al 15 maggio 2007.
Considerato un visionario da alcuni per il suo rifiuto di impegnare la Francia nella guerra in Iraq nel 2003, criticato dai suoi detrattori per il Movimento contro il primo contratto di lavoro (CPE) e l'affare Clearstream, Dominique de Villepin è un diplomatico e stretto collaboratore di Jacques Chirac. È stato successivamente ministro degli affari esteri tra il 2002 e il 2004, poi dell'interno dal 2004 al 2005 nei governi di Jean-Pierre Raffarin, prima di essere nominato primo ministro dal Presidente il 31 maggio 2005.
Durante il suo mandato come Primo ministro, la Francia ha vissuto una forte crescita, la disoccupazione è andata in costante declino, il debito pubblico è stato contenuto e si è ridotto. Lascia l'incarico di capo del governo il 17 maggio 2007 all'inizio della presidenza di Nicolas Sarkozy.
Da allora, si è ritirato dalla vita politica francese, la sua posizione sulla "guerra contro il terrorismo" è stata notata in seguito agli attacchi del 13 novembre 2015 in Francia. Difende l'idea che l'aggressiva politica estera degli Stati Uniti non può essere un modello per la Francia. Secondo Dominique de Villepin, le operazioni militari della NATO in Medio Oriente e nel mar Mediterraneo meridionale alimentano un processo di odio e distruzione che porta a più caos e guerre. Secondo lui, è necessario adottare una strategia politica in grado di pensare a operazioni ben oltre le bombe e l'azione militare nel senso stretto del termine.
Dopo Georges Pompidou e Raymond Barre, è la terza personalità sotto la Quinta Repubblica a diventare capo del governo senza aver mai corso per un incarico elettivo a suffragio universale prima di entrare in carica e l'unico a non essere mai stato candidato alle elezioni per suffragio universale da allora in poi.
Nel giugno 2010 ha dato vita a un nuovo partito, Repubblica Solidale in vista di una sua candidatura alle elezioni presidenziali in Francia del 2012.

## Biografia
Figlio di Xavier de Villepin, industriale e dal 1986 al 2004 senatore centrista e poi dell'UMP. È nipote della terza moglie di Jacques Chaban-Delmas. Trascorre l'adolescenza all'estero in Venezuela e negli Stati Uniti. Rientrato in Francia, studia all'Institut d'études politiques e all'École nationale d'administration (Ena) di Parigi. Diplomatico di carriera dal 1980, presta servizio presso il ministero degli Esteri, a Washington e a Nuova Delhi. Politicamente è vicino al Raggruppamento per la Repubblica, il partito neo-gollista. Dal 29 marzo 1993 al 16 maggio 1995 è direttore di gabinetto di Alain Juppé, ministro degli Esteri nel governo di Édouard Balladur.

## Carriera politica

### Eminenza grigia di Chirac
Dal maggio 1995 al maggio 2002 è segretario generale della Presidenza della Repubblica, ossia il principale collaboratore di Jacques Chirac. Nel giugno 1997, suggerisce al presidente di sciogliere l'Assemblée Nationale con un anno di anticipo, al fine di evitare che lo sfavore dell'elettorato possa lievitare pericolosamente fino alla scadenza naturale della legislatura. L'idea si dimostra un autogol, perché alle elezioni prevale lo schieramento di sinistra e, suo malgrado, il presidente Chirac è costretto a nominare primo ministro il socialista Lionel Jospin in un governo di coabitazione che dura cinque anni.

### Contro la guerra all'Iraq
Nel maggio 2002, dopo la rielezione di Chirac alla presidenza della Repubblica, è nominato ministro degli Esteri nel primo governo di Jean-Pierre Raffarin (incarico in cui sarà confermato nel secondo governo Raffarin) ed è uno dei promotori della costituzione dell'Unione per un Movimento Popolare (UMP). In quanto responsabile della politica estera, è il capofila del dissenso contro gli USA e la guerra in Iraq, e al Consiglio di Sicurezza dell'ONU pronuncia un discorso così risoluto, che gli varrà l'applauso dei rappresentanti dei Paesi membri ostili al conflitto. Il 31 marzo 2004 è nominato ministro all'Interno, della sicurezza interna e delle libertà locali nel terzo governo Raffarin, succedendo a Nicolas Sarkozy che passa al ministero dell'Economia e delle finanze con il rango di ministro di Stato.

### Primo ministro

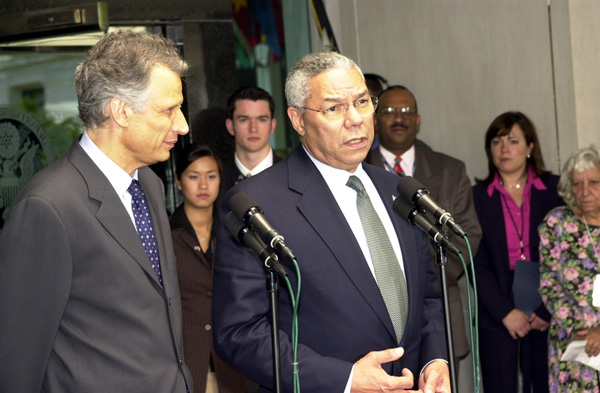
Dominique de Villepin all'epoca in cui era ministro degli Esteri con il Segretario di Stato americano Colin Powell

L'esperienza al ministero dell'Interno gli serve soprattutto come rodaggio prima di fare il gran salto nella politica nazionale. È infatti nominato dal presidente della Repubblica Chirac Primo ministro il 31 maggio 2005 in sostituzione di Raffarin, dimissionario perché logorato da tre anni di guida di governo e anche in conseguenza del voto contrario della maggioranza dei francesi al referendum sulla Costituzione Europea. De Villepin è perfettamente antitetico a Jean-Pierre Raffarin: non ha mai partecipato a una competizione elettorale, è cresciuto all'estero, è parigino di adozione, ha frequentato scuole prestigiose, è alto e slanciato, veste con eleganza, ha una dizione perfetta, è appassionato di storia e di letteratura, è un oratore raffinato e parla numerose lingue straniere. Tant'è che per un breve periodo è indicato come un probabile candidato alla presidenza della Repubblica, in competizione con Sarkozy.

#### Le difficoltà
In quella fase il compito di Primo ministro è particolarmente gravoso, perché a de Villepin tocca traghettare la Francia durante gli ultimi due anni del mandato del presidente della Repubblica. Non ha molti amici all'interno dell'UMP, e gli viene quotidianamente rinfacciato di non aver mai affrontato una competizione elettorale. È subito messo in confronto con una serie di difficoltà enormi, che mettono a dura prova il suo carattere metodico e tollerante.

#### Le "periferie calde"
In un primo momento de Villepin sembra conquistare le simpatie dei francesi, e all'Assemblée Nationale i suoi modi signorili gli guadagnano il rispetto dell'opposizione. I socialisti lo conoscono bene, perché durante la "coabitazione" era lui a trattare quotidianamente con Olivier Schrameck, il direttore di gabinetto del primo ministro Lionel Jospin, per raggiungere un'intesa con il presidente della Repubblica Chirac. Ma è dall'estrema sinistra che arrivano i primi problemi: nell'ottobre del 2005, deve fronteggiare i moti delle banlieues (le "periferie calde" delle grandi città francesi), tanto che si vedrà costretto a decretare tre mesi di stato d'urgenza. Deve però rassegnarsi a lasciare la "vedette" a Sarkozy, che è tornato al ministero dell'Interno e che si reca più volte nelle periferie in rivolta con grande seguito di telecamere.

#### L'economia
Il 25 febbraio 2006 si attira le critiche del governo italiano perché con il suo intervento ha mandato a monte un'OPA dell'Enel in direzione del gruppo franco-belga Suez (gas ed elettricità). A partire dal mese di marzo dello stesso anno, attraversa una fase di confronto durissimo con le sinistre, i sindacati e i movimenti giovanili che contestano l'introduzione del CPE (contract première embauche), uno strumento contrattuale messo a punto per ridurre il numero dei disoccupati. Le proporzioni della protesta sono tali che il 31 marzo 2006 lo stesso Chirac si vede costretto ad annunciare in diretta tv una revisione della legge appena approvata, ossia la sua abrogazione.

#### L'uscita di scena
L'esperienza alla guida del governo sembra provare de Villepin. Il 20 giugno 2006, durante un question-time all'Assemblée Nationale, perde le staffe e pronuncia parole pesanti nei confronti del primo segretario del Partito Socialista François Hollande (l'indomani ritirerà le offese). Ma è anche vero che è sempre nel mirino dell'opposizione, è afflitto da crescente calo di popolarità, ed è perfino malvisto all'interno della stessa UMP. Le sue ambizioni presidenziali, coltivate fino ai primi mesi del 2006, sembrano riposte per sempre. Dato più volte per dimissionario, Villepin rimane tuttavia in carica fino alla scadenza del mandato di Chirac il 15 maggio 2007. L'indomani passa le consegne al nuovo Primo ministro François Fillon, proprio l'uomo politico che due anni prima non aveva riconfermato nel suo governo. Non partecipa alle elezioni legislative del giugno 2007.

### Repubblica Solidale

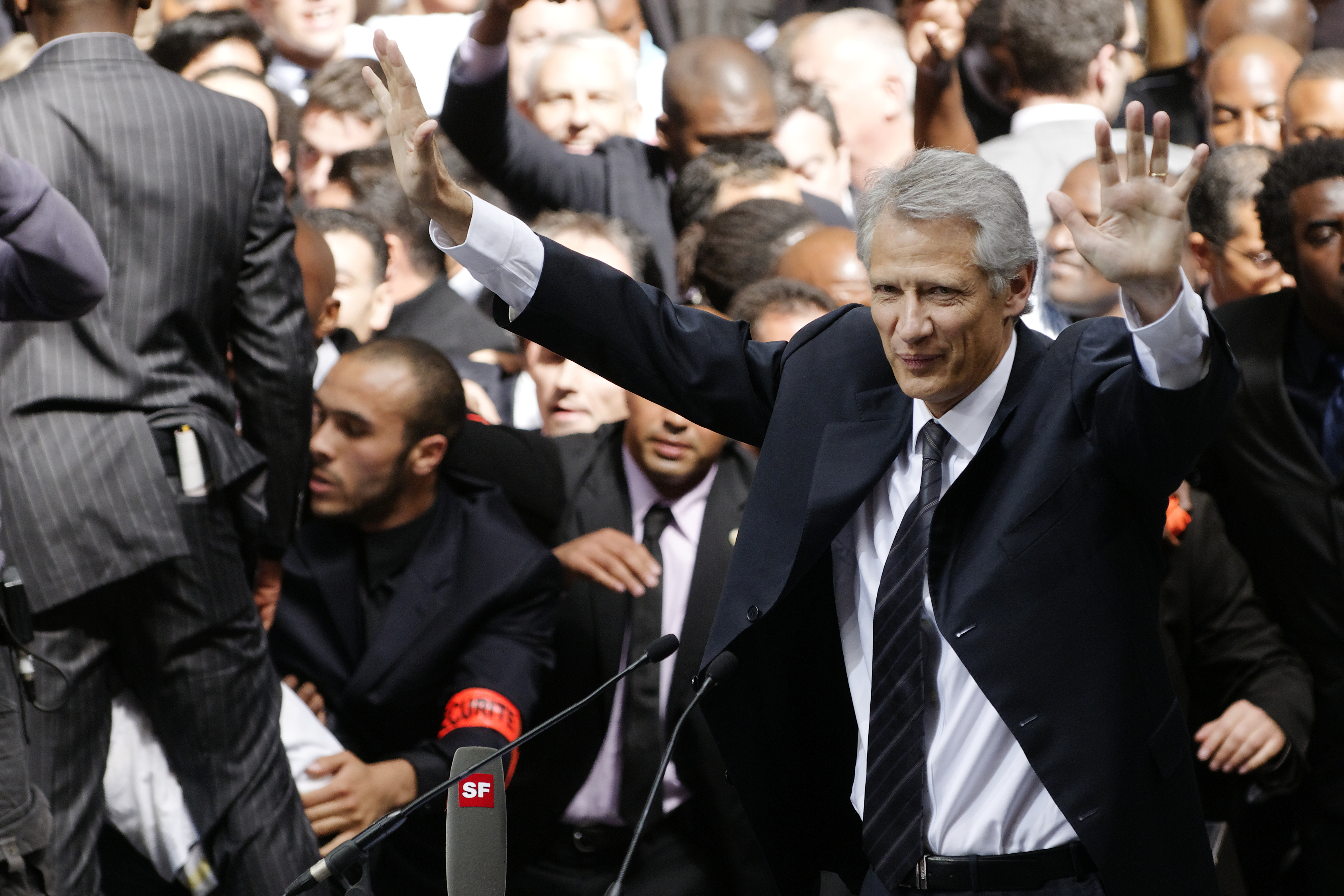
Dominique de Villepin presenta un nuovo partito, Repubblica Solidale. Parigi, Halle Freyssinet.

Prima ancora che il processo Clearstream 2 sia deciso in primo grado, il 24 aprile 2009 Dominique de Villepin dichiara di essere intenzionato a candidarsi all'Eliseo alle presidenziali del 2012. Il 17 giugno 2010 annuncia alla stampa la sua decisione di fondare un nuovo movimento politico, che si chiamerà Repubblica Solidale, e due giorni dopo pronuncia davanti ai suoi sostenitori riuniti alla Halle Freyssnet a Parigi il discorso fondatore. Il 19 settembre 2011, Villepin rassegna le dimissioni dalla presidenza del movimento. L'11 dicembre 2011, in occasione di un'intervista televisiva, conferma la sua intenzione a candidarsi alle presidenziali. Tuttavia, il 16 marzo 2012 annuncia di non essere riuscito a raccogliere le 500 firme necessarie per presentarsi. In occasione delle elezioni presidenziali e di quelle politiche della primavera 2012, non fa nessuna indicazione di voto ai suoi sostenitori.

## Procedimenti giudiziari: il processo Clearstream 2 e l'assoluzione

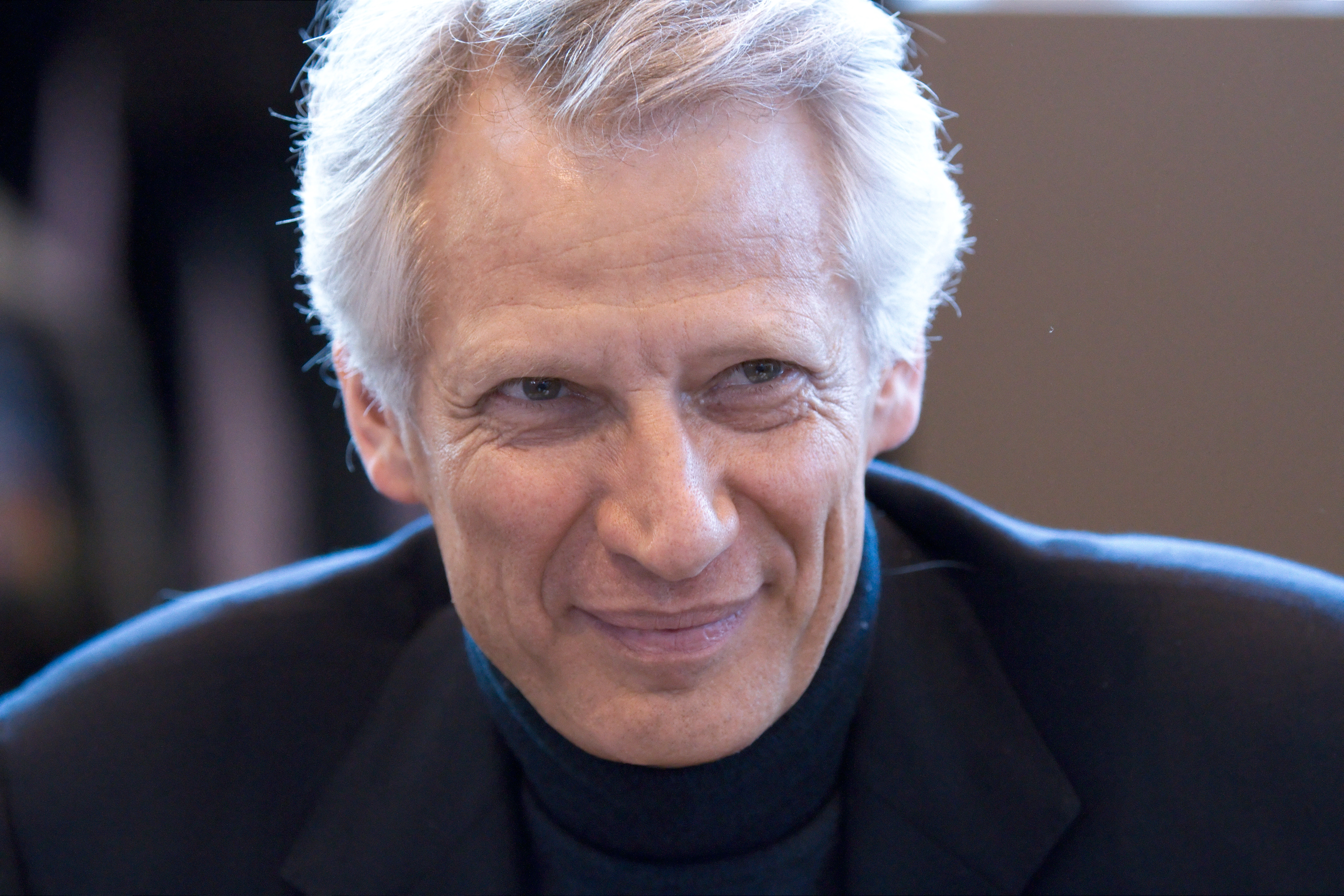
Dominique de Villepin al Salone del libro di Parigi, nel marzo 2010.

Nel corso della primavera del 2006, de Villepin deve vedersela anche con l'affare Clearstream 2. L'ex primo ministro è accusato di aver contribuito, a partire dall'estate 2004, a una macchinazione tesa a nuocere soprattutto il suo principale rivale dell'epoca, Nicolas Sarkozy.
Il 5 luglio 2007, tornato ormai privato cittadino, la sua abitazione e il suo ufficio subiscono una perquisizione nell'ambito dell'inchiesta. Il 27 luglio è ascoltato dai giudici di Parigi, che hanno poi emesso nei suoi confronti un provvedimento di "mise en examen" (corrispondente a un avviso di garanzia).
Il 7 ottobre 2008 l'allora procuratore della Repubblica di Parigi, Jean-Claude Marin, richiede il rinvio a giudizio di Dominique de Villepin per atti di "complicité par abstention de dénonciation calomnieuse". Nondimeno, l'alto magistrato richiede il ritiro delle altre imputazioni ("complicité d'usage de faux, recel de vol et recel d'abus de confiance").
Il 18 novembre 2008 i giudici istruttori, Jean-Marie d'Huy e Henri Pons, accolgono la richiesta di rinvio a giudizio. Il dibattimento davanti al Tribunale di Parigi si apre il 21 settembre per chiudersi il 23 ottobre 2009. Fatto inusuale nella procedura penale francese, il presidente della Repubblica in esercizio, Nicolas Sarkozy, si costituisce parte civile. La sentenza, della quale è data lettura il 28 gennaio 2010, statuisce l'assoluzione piena di de Villepin dall'imputazione. Il 14 settembre 2011 l'assoluzione è confermata dalla Corte d'appello di Parigi. In occasione del processo di secondo grado, Sarkozy non si era costituito parte civile.

## Curiosità
Appassionato di letteratura e in particolare di poesia, ha chiamato Marie e Victoire le figlie femmine, Arthur il figlio maschio in onore di Arthur Rimbaud, e ha scritto saggi storici e raccolte di versi. Maratoneta, ha un debole per la cucina italiana, tanto che è ospite abituale di un noto ristorante italiano del VI arrondissement di Parigi. È cugino di primo grado della moglie dell'editore Rodolfo De Benedetti.
Per sostenere le spese legali, ha dovuto vendere all'asta la sua collezione di cimeli napoleonici.
Per uno scarto di quindici giorni, Dominique de Villepin non è insignito della dignità di grande ufficiale della Legion d'Onore che a seguito di un decreto del 22 novembre 2008 spetta di diritto agli ex Primi ministri rimasti in carica per almeno due anni.